# Kuhmaulschuh

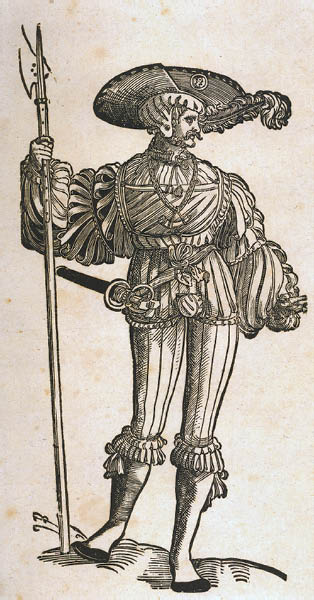
Jörg Breu der Ältere, Darstellung eines Landsknechts, um 1500

Der Kuhmaulschuh, auch Entenschnabel, Ochsen-, Kuhmaul oder Hornschuh genannt, ist eine Form des Schuhs, die im frühen 16. Jahrhundert in Europa von Männern und Frauen getragen wurde. Kuhmaulschuhe waren allerdings nur kurz in Mode.

## Geschichte und Beschreibung
Der Kuhmaulschuh löste in der Modegeschichte den schmalen Schnabelschuh ab, der mehrere Zentimeter über den Fuß des Trägers hinausragte und meist aus geschwärztem Leder bestand. Im Gegensatz zu den Schnabelschuhen waren Kuhmaulschuhe breit und flach; manche Exemplare wurden durch eine Spange über dem Rist befestigt. Zwischen einem rechten und einem linken Schuh wurde beim Kuhmaulschuh nicht unterschieden. Kuhmaulschuhe waren meist mit Schlitzen versehen und ließen die farbigen Strümpfe zur Geltung kommen. Eine Sonderform sind die sehr flachen Bärenklauen.
Erhaltene Exemplare von Kuhmaulschuhen befinden sich, beispielsweise im Museum Weißenfels im Schloss Neu-Augustusburg und dem Bayerischen Nationalmuseum München. Der Weißenfelser Schuh ist aus schwarzem Leder gefertigt und absatzlos; er ist an der Spitze mit einem Dekor aus Längsschnittstreifen versehen. Wegen seiner schmalen Form wird angenommen, dass der 26,2 Zentimeter lange Schuh von einer Frau getragen wurde.

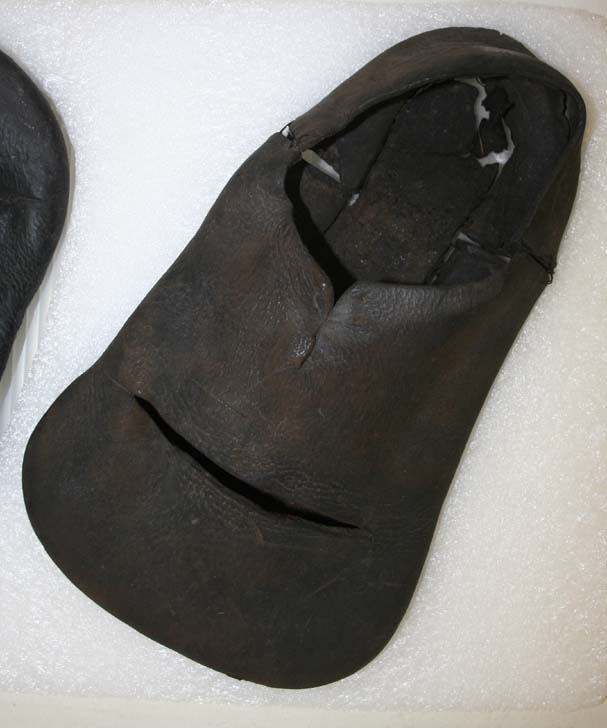
Einfaches wendegenähtes Exemplars eines Kuhmaulschuhs (Entenschnabel) aus Britannien (16. Jahrhundert)
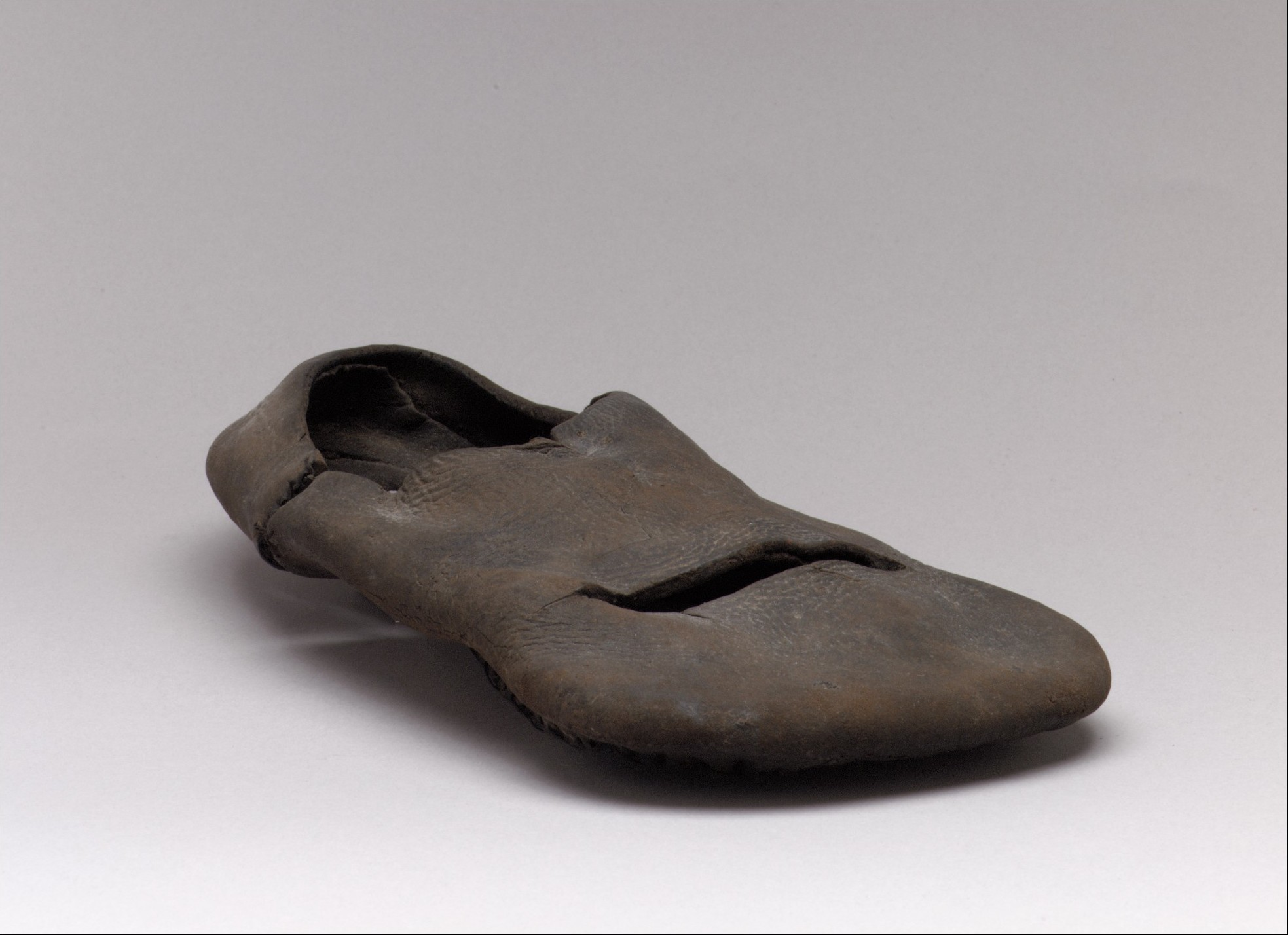
Seitenansicht des wendegenähten Kuhmaulschuhs
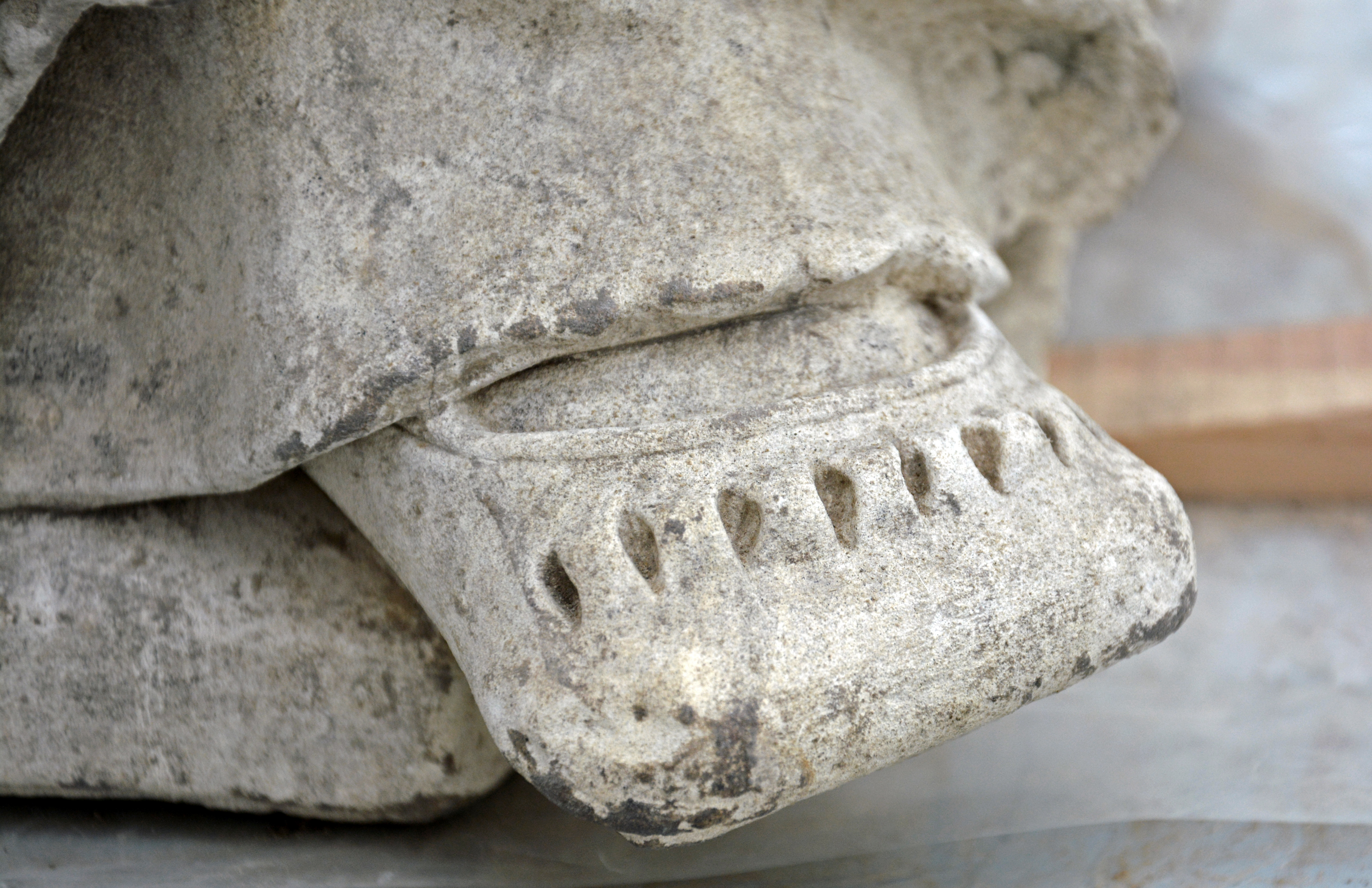
Kuhmaulschuh an einer Statue von Maria Magdalena
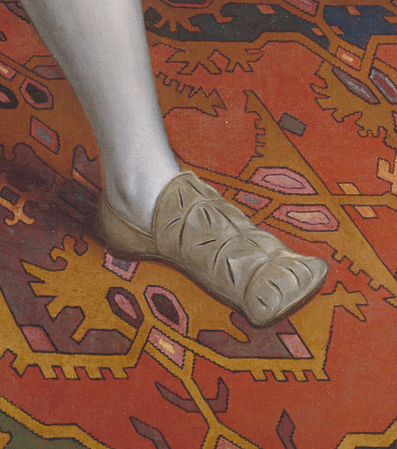
Kuhmaulschuh auf einem Porträt Heinrichs VIII. von England

Das Buch Formengeschichte europäischer Kleidung leitet den deutlichen Gestaltwandel des Schuhwerks zur Zeit der Renaissance gegenüber der Spätgotik aus dem neuen Bewusstsein in dieser Epoche ab. Statt transzendenter Themen habe nun die Erforschung und Nutzung der diesseitigen Welt im Vordergrund gestanden, der Mensch habe nach „Konstruktionen, die überschaubare, klare Tatsachen ergeben,“ gestrebt und auch versucht, „die positive Diesseitsbezogenheit, die Verbundenheit mit dieser Welt zum Ausdruck zu bringen“. Daher sei nun die Horizontale statt der gotischen Vertikale zur entscheidenden Linie auch in der Kleider- und Schuhmode geworden – eine „Wiederholung der Erd-Ebene.“ Das flache Barett, die überbreite Schulterlinie, die Taillenquerlinie, die betonten Gewandsäume und auch die Kuhmaulschuhe legten von dieser Orientierung Zeugnis ab.

## Bildliche Darstellung
In bildlichen Darstellungen sind Kuhmaulschuhe häufig zu finden, z. B. auf einem Stifterbild der Schuhmachergilde aus der Nikolaikirche in Berlin, das sich mittlerweile in der Marienkirche befindet. Bildthema ist die Gefangennahme Christi; ein Landsknecht trägt auf diesem Bild aus der Zeit um 1520 deutlich erkennbar Kuhmaulschuhe.
Albrecht Dürer verfertigte um 1500 zwei Zeichnungen, in denen er den Schnitt der Kuhmaulschuhe erläuterte. Bei Hornschuhen, einer modischen Sonderform der Kuhmaulschuhe, waren die vordere Zehenkappen seitlich hornartig verbreitert. Diese Werke Dürers befinden sich im Britischen Museum unter der Inventarnummer W.938 und in der Collection Sloane unter Nummer 5218-200.